# William Anthony Richardson

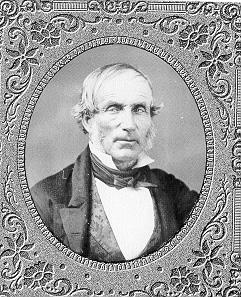
William Richardson

William Anthony Richardson (ur. 27 sierpnia 1795 w Londynie, zm. 20 kwietnia 1856) – kalifornijski przedsiębiorca, inicjator rozwoju miasta Yerba Buena, późniejszego San Francisco. Urodził się w Anglii, następnie był obywatelem Meksyku, który przyłączył tereny Kalifornii, a zmarł jako obywatel USA, które zagarnęły Kalifornię po wojnie amerykańsko-meksykańskiej. Jego imieniem została nazwana Zatoka Richardsona w hrabstwie Marin.
Richardson przybył do Kalifornii na pokładzie statku wielorybniczego L'Orient, w wieku dwudziestu siedmiu lat, po wielu latach doświadczenia jako marynarz. Pokład swojej jednostki opuścił w niejasnych okolicznościach i poprosił hiszpańskiego gubernatora Pablo Vicente Sola o pozwolenie na pozostanie w Yerba Buena. Gubernator pozwolenia udzielił, pod warunkiem żeby Richardson nauczał neofitów w Mission Dolores sztuki szkutnictwa małych łodzi, używanych w transporcie po zatoce. Richardson przystał na te warunki, będąc pierwszym Europejczykiem nie-hiszpańskiego pochodzenia zamieszkałym na tych terenach. W kolejnych latach Richardson zbudował mały port służący obsłudze ruchu po zatoce. 
Po ogłoszeniu niepodległości Meksyku, po wojnie o niepodległość z Hiszpanią, w 1823 roku Richardson zmienił wyznanie na katolicyzm i został naturalizowanym obywatelem Meksyku. Zmienił także imię na Guillermo Antonio Richardson. W 1825 poślubił Marię Antonio Martinez, córkę porucznika Ygnacio Martinez - komendanta fortu San Francisco. W 1829 rodzina Richardsona przeniosła się do Mission San Gabriel, niedaleko obecnego Los Angeles, skąd Richardson prowadził handel za pomocą dwóch małych szkunerów. Gdy w roku 1835 gubernator Jose Figueroa ogłosił Yerba Buena drugim kalifornijskim morskim przejściem granicznym, poprosił Richardsona o objęcie funkcji kapitana portu. Richardson ofertę przyjął i przeprowadził się z powrotem do Yerba Buena.
W kolejnych latach w Yerba Buena, Richardson razem z alcaldem Francisco de Haro stworzyli plan lokalizacji rozrastającego się miasteczka. Na zakupionej w jego obrębie działce, Richardson wybudował swój ceglany dom, który następnie stał się centrum jego biznesu. Gdy w okolicy pojawili się inni przedsiębiorcy, miejsce to szybko stało się centrum miasta. W 1838 Richardson pozyskał 20 000 akrów ziemi po drugiej stronie zatoki, gdzie przeprowadził się z rodziną po trzech latach. Miejsce to znane jako Rancho Sauselito, z czasem przekształciło się w miasteczko Sausalito.
Grunty Richardsona miały idealną lokalizację dla jego rozwijającego się biznesu. Mały port na Rancho Sauselito, w obecnej Zatoce Richardsona, zwany wtenczas Whaler's Harbor był punktem zaopatrzeniowym w wodę i zapasy większości statków wypływających do Zatoki San Francisco. Richardson był również ich pilotem, co było zyskownym dodatkiem dla jego zwykłych interesów handlowych. Swoje zyski Richardson pomnażał dodatkowo trudniąc się, jak większość kupców z okolicy, przemytem, W 1844 roku został zwolniony z posady kapitana portu, wskutek pewnych niejasności celnych. Wtenczas jego pozycja finansowa była już na tyle dobra, że mógł niezagrożony kontynuować interes bez posady rządowej.
W 1846, w obliczu nadciągającej wojny pomiędzy USA a Meksykiem, Richardson związał się z grupą popierająca dążenia by Kalifornia była brytyjskim protektoratem, jakkolwiek nie są znane żadne dowody, by popierał ich szczególnie aktywnie. Jedynym razem tylko, pomógł swoim meksykańskim przyjaciołom, w tym kapitanowi de la Torre, umknąć przed nadciągającymi siłami amerykańskimi pod dowództwem Johna C. Frémonta. Uciekinierzy z pomocą Richardsona zbiegli z Yerba Buena i schronili się na jego ranczu. Sam Richardson, mimo że niechętny dominacji amerykańskiej, niewiele mógł na nią poradzić. W tym samym roku alkadem miasta został amerykański porucznik Washington A. Bartlett, mianowany na to stanowisko przez Johna B. Montgomerego, a samo miasto w 1947 roku zmieniło nazwę na San Francisco. Gdy do miasta na pokładzie USS „Congress” przybył komodor Robert F. Stockton, skorzystał on z usług Richardsona jako pilota, nazywając go kapitanem portu. Oficjalnie w tej roli został w 1947 zastąpiony amerykańskim oficerem marynarki kapitanem Josephem L. Folsomem.
Podczas kalifornijskiej gorączki złota, gdy San Francisco było głównym miastem w okolicy, interesy Richardsona znacznie się rozwinęły, jednak niewiele później dotknęły go, jak wielu innych właścicieli ziemskich, problemy z nielegalnymi mieszkańcami na terenie jego posiadłości. W połączeniu z kilkoma nietrafionymi inwestycjami, na przykład budowie młyna na Rancho Albion, gdzie nie potrafił dowieść swoich praw do własności gruntu, jego finanse załamały się. Padł także ofiarą zagarnięcia ziemi przez Jose Yves Limantoura, a także stracił majątek na nieudanych planach inwestycji w rozwój San Diego. Dodatkowo w 1855 stracił wszystkie swoje trzy statki handlowe w katastrofach morskich.
Richardson umarł 20 kwietnia 1856, z powodu przedawkowania tabletek rtęciowych, przepisanych mu na jego reumatyzm. Został pochowany na Cmentarzu Katolickim Mt. Olive, niedaleko Mission San Rafael.